# Solnik
Solnik (bulgariska: Солник) är ett distrikt i Bulgarien.   Det ligger i kommunen Obsjtina Dolni tjiflik och regionen Oblast Varna, i den östra delen av landet, 400 km öster om huvudstaden Sofia.
I omgivningarna runt Solnik växer i huvudsak lövfällande lövskog. Runt Solnik är det ganska tätbefolkat, med 54 invånare per kvadratkilometer.